# Obléhání Saigonu
Obléhání Saigonu bylo obléhání trvající dva roky poté,[zdroj⁠?!] co jej 17. února 1859 dobylo spojené francouzsko-španělské loďstvo pod velením admirála Charlese Rigaulta de Genouilly. Bylo jedním z největších střetnutí mezi Vietnamci a koloniálními velmocemi během kočinčínského tažení (1858–1862). Saigon měl značný strategický význam, jednak jako klíčová potravinářská oblast, a pro svou polohu jako brána do Kočinčíny.
První útok proti Vietnamu směřoval proti přístavnímu městu Da Nang. Ten se sice francouzským a španělským jednotkám podařilo obsadit, okolí však stále drželi Vietnamci. Ti nedokázali město znovudobýt, na druhou stranu Evropané se nemohli odvážit vzdálit se z dostřelu děl a situace uvízla na mrtvém bodě. Francouzi nakonec v Da Nangu zanechali malou posádku, aby hájila pozice a s většinou námořní eskadry v únoru 1859 napadli Saigon. Francouzům a Španělům se podařilo zničit pevnosti chránící město a vytlačit ze Saigonu vietnamské jednotky. Francouzi tak Saigon ovládli, nicméně již o dva měsíce později se admirál Rigault de Genouilly s hlavní armádou vrátil do Da Nangu a v Saigonu ponechal několik stovek vojáků a několik válečných lodí. Okolí města však bylo v rukou vietnamské armády, opakovala se tak situace z Da Nangu. Ačkoliv Francouzi vytáhli z města a dosáhli nad Vietnamci částečného vítězství, utrpěli takové ztráty, že se nemohli odvážit dalšího protiútoku. Francouzi se tak stáhli do pevnosti na jihu města a čekali na posily.
V březnu 1860 Vietnamci s desetinásobnou přesilou napadli Saigon a obléhali ho 11 měsíců. Protože francouzská vláda se mezitím soustředila na konflikty v Evropě a později Číně, mohutné posily Francouzům dorazily až v září 1860, které saigonskou posádku ze sevření vyprostily.

## Pozadí
V roce 1858, poté, co selhala diplomatická mise Charlese de Montigny ve Vietnamu, nařídil francouzský císař Napoleon III. admirálu Charlesu Rigaultu de Genouilly na Vietnam zaútočit. Útok byl oficiálně prezentován jako reakce na útlak římskokatolických misionářů a admirálovým úkolem bylo buď za předpokladu nízkých ztrát Kočinčínu dobýt, nebo alespoň uzavřít s vietnamským císařem výhodnou mírovou smlouvu, která by pro Francouze zajistila klidný obchod a bezpečnost. De Genouillyho expediční sbor disponoval 14 válečnými loděmi, 1000 příslušníky francouzské námořní pěchoty a 1000 španělských vojáků z filipínské posádky (z toho 550 Španělů a 450 domorodých příslušníků koloniální pěchoty). Evropané 31. srpna dorazili do Touranského zálivu a 1. září napadli obranu přístavního města Da Nang; většina obránců města kvapně ustoupila Francouzi Da Nang obsadili. Cílem tažení mělo být dobytí Da Nangu a dále postupovat po souši na sever a dobýt Hue, hlavní město Vietnamského císařství. Nicméně Francouzi s Španělé byli ve městě brzy sami obklíčeni Vietnamci; expediční sbor nebyl schopen bez účinné dělostřelecké podpory z eskadry postoupit dále do vnitrozemí a zůstal obklíčen v Da Nangu. Evropany také oslabovalo vedro a nemoce. Po čtyřech týdnech nastaly deště a bylo jasné, že původního cíle, dobytí Hue po souši, již dosáhnout nelze.

## Dobytí Saigonu 17. února 1859

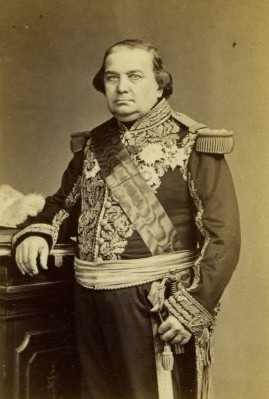
Admirál Charles Rigault de Genouilly

Francouzi si uvědomili, že v pozici obklíčené posádky v Da Nangu ničeho nedosáhnou, Rigault de Genouilly se proto rozhodl napadnout Vietnamce jinde. Admirál obviňoval misionáře, že podali klamné informace o síle vietnamské císařské armády, zdejším klimatu i náladách obyvatelstva, neboť na základě zpráv misionářů Francouzi očekávali podporu ze strany vietnamských křesťanů, která nepřišla. Misionáři Rigaultu de Genouilly doporučili útok na Tonkin, kde by podle nich místní křesťané jistě povstali, pokud by je Francouzi podpořili, ale admirál jim nevěřil a v lednu 1859 francouzskému ministerstvu námořnictva navrhl expedici proti Saigonu v Kočinčíně, městu se strategickou významností, jelikož odtud byla vietnamská armáda zásobována potravinami. Ministerstvo expedici schválilo a 2. února Rigault de Genouilly opustil Da Nang, kde zanechal capitaine de vaisseau Thoyona s malou posádkou a dvěma dělovými čluny, a vytáhl na Saigon. Jeho eskadra se skládala z korvet Phlégéton a Primauguet, dále dělových člunů Alarme, Avalanche a Dragonne, španělské doprovodné lodě El Cano a transportních lodí Saône, Durance a Meurthe.
Eskadra se na pět dnů zastavila v Cam Ranhské zátoce vyzvednout čtyři zásobovací lodě, které zde čekaly a 9. února se Francouzi vydali znovu na cestu. Dne 10. února flotila ostřelovala pevnosti bránící vnitřní přístav mysu Saint-Jacques a eskadra brzy zničila nepřátelské baterie. Vyloďovací skupiny, smíšené francouzské i španělské jednotky, se vylodily na pobřeží pod velením capitaine de vaisseau Reynauda a zničily pobřežní pevnosti. 11. února se Francouzi po pětidenní plavbě vydali proti proudu řeky; transportní lodě a další vybavení nechali u mysu Saint-Jacques. Průzkum v čele kolony zajišťoval dělový člun Dragonne, následován ostatními dělovými čluny, oběma korvetami a španělskou doprovodnou lodí. Tři skupiny francouzské námořní pěchoty a dvě španělské skupiny, celkem 2000 mužů, se nacházely na plavidlech, které za sebou táhly válečné lodě. Expediční flotila postupovala obezřetně, protože námořníci neznali proudy, proto loďstvo na noc vždy zakotvilo. Během postupu Francouzi a Španělé zničili šest poříčních pevností a četa techniků pod velením capitaine de génie Gallimarda podpálila palisádu, která spojovala pevnosti. Vietnamská posádka se bránila velmi houževnatě; Dragonne dostala zásah třemi dělovými koulemi a Avalanche sedmi. Francouzi se starali o to, aby nikdo nemohl odříznout zpáteční cestu, proto děla z pevností vítězové dílem zničili a část vzali s sebou.

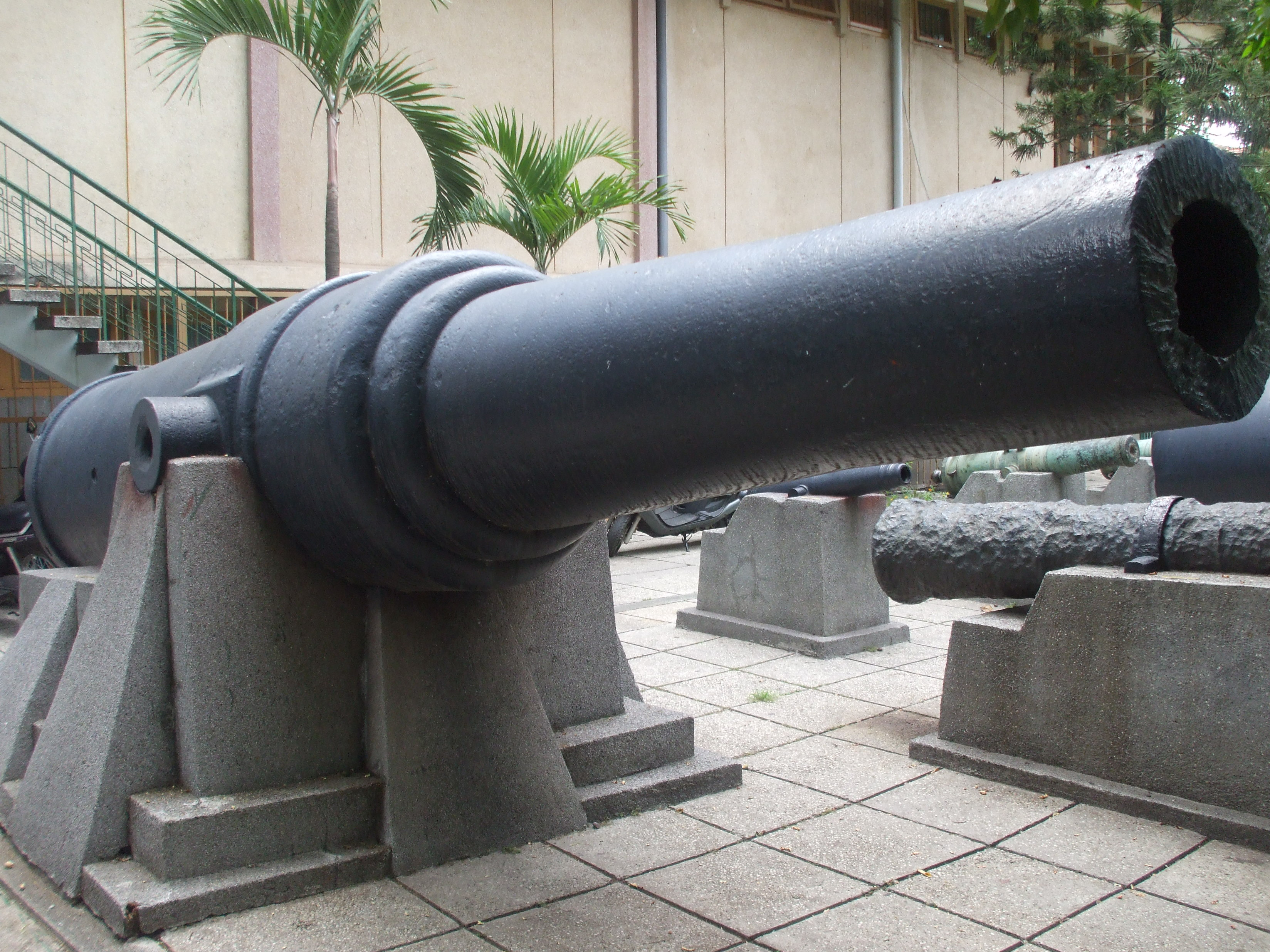
Vietnamské dělo

Večer 15. února dorazila námořní divize, která se na řece připojila na lodi Prégent, na dohled dvou pevností, které vybudovali francouzští inženýři pro vietnamského císaře Giu Longa, které bránily Saigon na jižní straně. V noci Francouzi vyslali vpřed dva velké čluny zničit hráz z lodí sbitých dohromady a naplněných výbušninami. Za úsvitu 16. února Phlégéton, Primauguet, Alarme a Avalanche zakotvily 800 metrů od pevností. Kanál byl zatím tak úzký, že admirál Charner byl schopný z můstku Phlégétonu rozkazy na své kapitány křičet. Prégent, Dragonne a El Cano se nacházely více vzadu.
Spojená flotila zahájila palbu na vietnamské pozice jakmile se lodě přiblížily na dostřel děl. Odstřelovači námořní pěchoty stříleli z lodních košů francouzských i španělských lodí a účinně eliminovali obsluhy vietnamských děl. Vietnamci palbu razantně opětovali, ale jejich úsilí bylo nejisté a Francouzi se Španěly jejich palbu brzy zpacifikovali. Na břehu se vylodily vyloďovací skupiny, které měly za úkol pevnosti napadnout; v 8 hodin ráno byly obě pevnosti ve španělských rukou. Později téhož dne fregatní kapitán (capitaine de frégate) Bernard Jauréguiberry, pozdější francouzský admirál a ministr námořnictva, na palubě Avalanche vypátral saigonskou citadelu. Ráno 17. února se Francouzi a Španělé plně vylodili na břeh a jakmile se spojenci dostali do citadely, vietnamská posádka ustoupila. Posléze se 1000 vietnamských vojáků pokusilo o protiútok. Admirál Charner, který akci osobně velel, spolu s plukovníkem Lanzarotem a jeho filipínskými jednotkami, vietnamský nápor odrazil. V 10 hodin dopoledne nad citadelou zavlála francouzská a španělská vlajka. Po dobytí města jej Francouzi z původního Gia Định přejmenovali na Saigon.

## Okupace Saigonu (únor 1859–únor 1860)

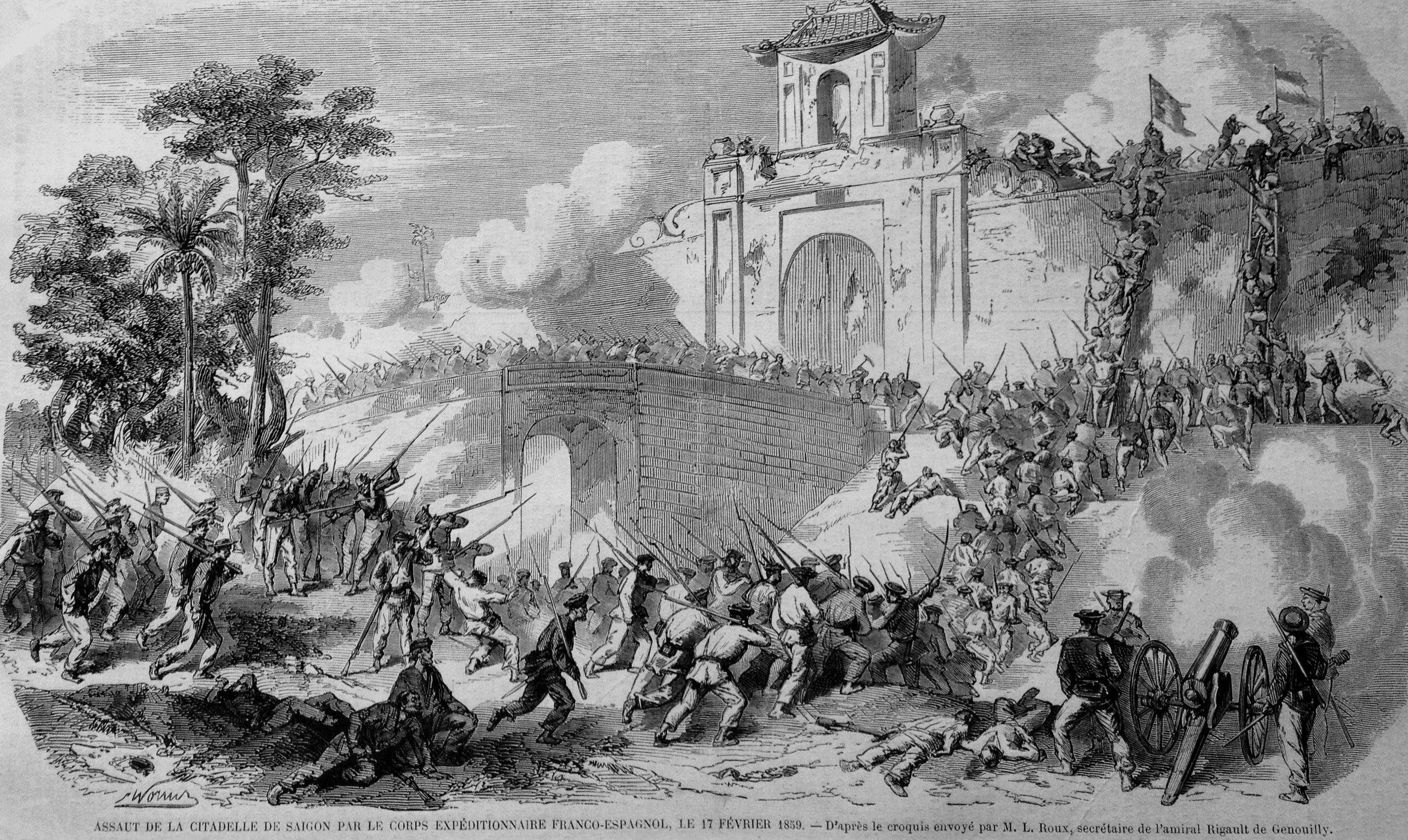
Francouzi dobývají Saigon, kresba z 19. století

Saigonská citadela byla svou velikostí obrovská a Evropané neměli ani dost mužů, aby ji mohli celou zabezpečit. Rigault de Genouilly tak rozhodl citadelu vyhodit do povětří; 8. března 1859 byla pevnost za pomoci 32 min odstřelena. Od citadely byly zapáleny i rýžové zásobníky, které hořely ještě po několik dalších měsíců.
V dubnu 1859 se Rigault de Genouilly se značnou částí svých sil vrátil do Da Nangu, zatímco v Saigonu ponechal malou posádku pod velením fregatního kapitána Bernarda Jauréguiberryho. Jauréguiberryho jednotky se skládaly ze skupiny francouzských mariňáků, oddílu filipínské lehké pěchoty pod španělským velením a 400 námořníků, kteří sloužili u dělostřeleckých baterií. Rigault v Saigonu rovněž ponechal korvetu Primauguet, dále dělové čluny Avalanche a Dragonne a transportní loď Durance. Francouzi v Saigonu opravili Jižní pevnost dobytou v únoru a přeměnili ji na pevnost pro posádku.
Dne 21. dubna Jauréguiberry zahájil překvapivý útok na vietnamské opevnění, které bylo postaveno západně od Saigonu. Útok byl úspěšný a pozice Vietnamců lehly popelem; nicméně ztráty Francouzů a Španělů činily 14 padlých a 31 zraněných z celkového počtu 800 mužů Jauréguiberryho posádky. Pro Jauréguiberryho omezené síly to byly tak těžké ztráty, že již žádné další výpady nepodnikl. I přes toto dílčí vítězství vietnamské jednotky v okolí dále kladly odpor a místní vietnamští křesťané okupantům nijak nepomohli. Franko-španělská posádka se tak musela stáhnout do Jižní pevnosti a vyčkávala.

## Druhé obléhání (březen 1860–únor 1861)
Dobytí Saigonu se pro Francouze a Španěly ukázalo být stejně bezcenným vítězstvím, jako předchozí obsazení Da Nangu. Jauréguiberry posádka v Saigonu byla příliš malá na to, aby se mohla odvážit hnout se ze svých bezpečných pozic, zatímco kapitán Thoyon v Da Nangu byl obklíčen vietnamskými vojsky. Francouzi a Španělé byli demoralizovaní, oslabeni nemocemi a nedostatkem zásob. Mezitím francouzská vláda svou pozornost z dálnovýchodního tažení plně zaměřila na sardinsko-rakouskou válku, která vypukla v Evropě a na kterou Francie soustředila velké množství vojáků, které nemohla nasadit na Dálném východě. V listopadu 1859 byl Rigault de Genouilly, jehož kroky byly v Kočinčíně byly ve Francii několikrát terčem kritiky, odvolán a na jeho místo přišel admirál François Page, který měl nařízeno s Vietnamským císařstvím uzavřít dohodu o ochraně katolíků ve Vietnamů, ale nesnažit se o žádné územní zisky.

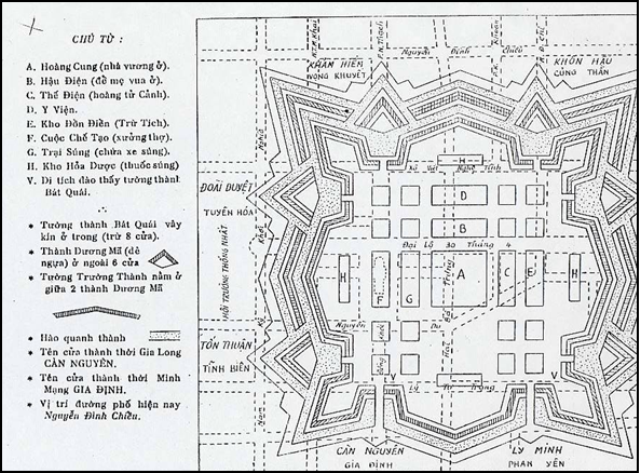
Saigonská citadela, postavená Francouzi roku 1790

Vietnamská vláda věděla o francouzských zájmech v Itálii a mírné mírové podmínky, které Francouzi navrhli, odmítli a vyjednávání protahovali v naději, že Francouzi a Španělé jsou tak oslabeni ztrátami, že tažení nakonec úplně ukončí. Zatím Francouzi nebyli schopni posílit své posádky v Saigonu a Da Nangu. Ačkoliv sardinsko-rakouská válka brzy skončila, již počátkem roku 1860 byla Francie na Dálném východě ve válce s Čínou a Page musel většinu svých sil odvést na podporu admirála Léonarda Charnera do Číny.
V dubnu 1860 Page s armádou opustil Kočinčínu, aby se připojil k admirálu Charnerovu v čínském Kantonu; velením obrany Saigonu a sousedního čínského města Cholonu, významného obchodního střediska, byl pověřen capitaine de vaisseau d'Ariès. Obrana těchto dvou měst se skládala z 600 francouzských mariňáků a 200 španělských vojáků s vlastním velitelem, plukovníkem Palancou y Guttierezem a dále korvet Primauguet, Norzagaray a Laplace. Aby Francouzi posílili svou nepočetnou obranu, vyzbrojili množství lodic, aby střežily řeky a naverbovali místní Číňany a Vietnamce, z nichž postavili pomocné sbory. Díky říčním a pobřežním hlídkám dokázali Francouzi paralyzovat pěstování rýže na polích v okolí Saigonu, čímž v hlavním městě Hue vypukl hladomor.
V březnu 1860 saigonskou franko-španělskou posádku, pouhých 1000 bojeschopných mužů, na 11 měsíců oblehla 10 000-ová vietnamská armáda. V té době však francouzské síly byly vyčerpány obléháním Da Nangu (září 1858–březen 1860) a v březnu 1860 Francouzi Da Nang evakuovali.

## Konec obléhání a důsledky

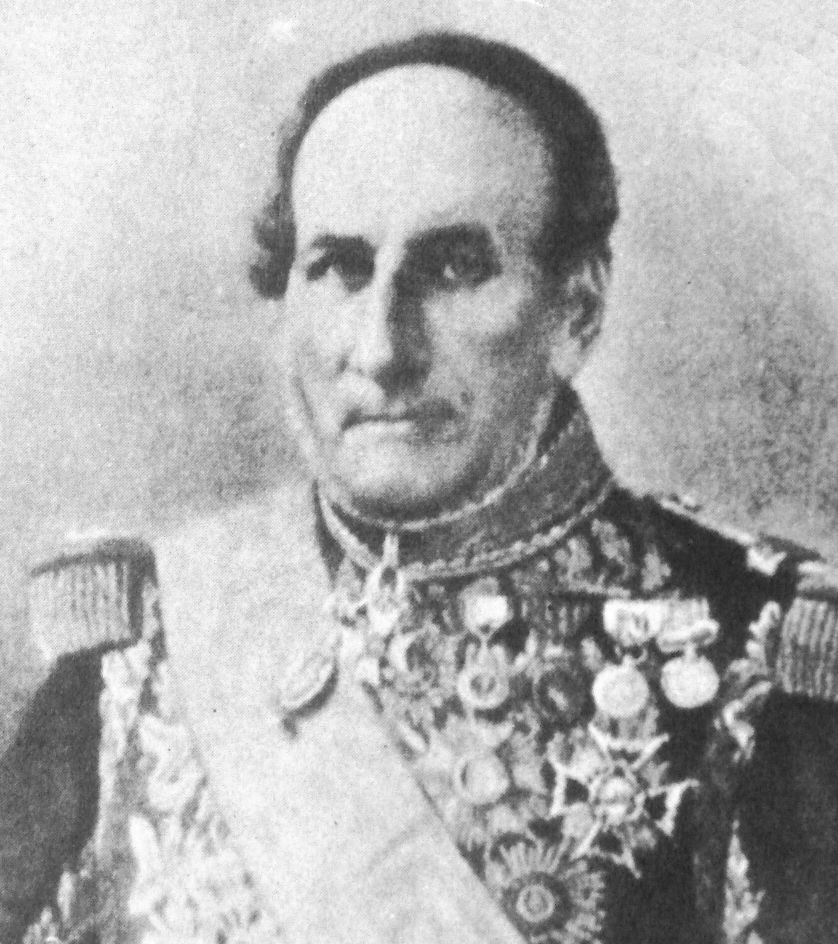
Adrmirál Léonard Charner

Nakonec, anglo-francouzské vítězství nad Čínou v bitvě u Palikaa 21. září 1860, čímž skončila válka v Číně, byly do Saigonu odeslány posily, 70 lodí pod velením admirála Charnera a 3500 vojáků generála de Vassoignea. Charnerova eskadra byla největší francouzskou námořní silou, jaká operovala ve vietnamských vodách až do vytvoření Dálnovýchodní eskadry v předvečer čínsko-francouzské války; v Charnerově eskadře se nacházely vlajkové lodě admirála Charnera a Page Impératrice Eugénie a Renommée, korvety Primauguet, Laplace a Duchayla, jedenáct doprovodných lodí poháněné lodním šroubem, pět dělových člunů, sedmnáct transportních a jedna nemocniční loď. Eskadra byla doprovázena taktéž půltuctem ozbrojených čínských plachetnic koupených v Macau.
Po příjezdu tak masivních posil Francouzi 25. února 1861 porazili u Kỳ Hòa Vietnamce u Saigonu a ukončili tak obléhání Saigonu. Francouzi obsadili většinu Končinčíny, kterou prohlásili francouzským územím. Vietnamský císař Tự Đức musel čelit na severu země povstáním a tak neměl síly, aby mohl zasáhnout proti francouzskému postupu.
Dne 5. června 1862 byla podepsána mezi vietnamským císařem Tự Đứcem a Francií, reprezentovanou admirálem Louisem Adolphem Bonardem, saigonská smlouva, která Francouzům přiřkla tři východokočinčínské provincie a ostrov Poulo Condor a dále zaručila toleranci křesťanství v celém Vietnamu, otevření tří vietnamských přístavů zahraničnímu obchodu a zaplacení válečných reparací ve výši čtyř milionů amerických dolarů s dobou splatnosti na deset let. Usídlení Francouzů v ústí Mekongu se stalo základnou pro další expanzi v regionu; roku 1863 se francouzským protektorátem stala Kambodža a roku 1867 saigonský guvernér Charles-Marie de La Grandière pod záminkou odboje proti francouzské moci vojensky obsadil i západní kočinčínské provincie, což bylo později, 15. března 1874, smluvně upraveno druhou saigonskou smlouvou, a celá oblast jižního Vietnamu se tak stala francouzskou kolonií Kočinčína (ačkoliv politický vliv si Francouzi v oblasti udržovali od roku 1847, území pod francouzskou správou nebyla oficiálně koloniemi) s hlavním městem Saigonem. Dobytí Vietnamu bylo završeno roku 1884 a o tři roky později dalo spojení francouzských území v Zadní Indii vzniknout Francouzské Indočíně.